# Bodasjön (Vimmerby socken, Småland)
Bodasjön är en sjö i Vimmerby kommun i Småland och ingår i Motala ströms huvudavrinningsområde. Sjön har en area på 0,278 kvadratkilometer och ligger 157 meter över havet. Vid provfiske har bland annat abborre, gädda, löja och mört fångats i sjön.

## Delavrinningsområde
Bodasjön ingår i det delavrinningsområde (639332-150622) som SMHI kallar för Utloppet av Nossen. Medelhöjden är 147 meter över havet och ytan är 21,51 kvadratkilometer. Det finns inga avrinningsområden uppströms utan avrinningsområdet är högsta punkten. Lillån som avvattnar avrinningsområdet har biflödesordning 3, vilket innebär att vattnet flödar genom totalt 3 vattendrag innan det når havet efter 204 kilometer. Avrinningsområdet består mestadels av skog (62 procent) och jordbruk (20 procent). Avrinningsområdet har 1,7 kvadratkilometer vattenytor vilket ger det en sjöprocent på 7,9 procent. Bebyggelsen i området täcker en yta av 0,23 kvadratkilometer eller 1 procent av avrinningsområdet.

## Fisk
Vid provfiske har följande fisk fångats i sjön:
- Abborre
- Gädda
- Löja
- Mört
- Sutare